# Per Åke Andersson
Per Åke Andersson, född 3 november 1935, är en svensk dirigent.
Andersson är utbildad vid Kungliga Musikhögskolan i dirigering och piano. Han har varit organist i S:ta Clara kyrka i Stockholm, lärare i orkesterspel vid Ingesunds musikhögskola, kapellmästare vid Kungliga Operan och Norges nationalopera i Oslo. Mellan 1990 och 1999 var han director musices vid Uppsala universitet och konstnärlig ledare för Kungliga Akademiska Kapellet.